# Ceraspis quadrifoliata
Ceraspis quadrifoliata är en skalbaggsart som beskrevs av Moser 1919. Ceraspis quadrifoliata ingår i släktet Ceraspis och familjen Melolonthidae. Inga underarter finns listade i Catalogue of Life.